# Straßenbahn Walldorf
Die Straßenbahn Walldorf war ein von 1902 bis 1954 bestehender Straßenbahnbetrieb in der baden-württembergischen Kleinstadt Walldorf. Die einzige Linie befuhr die 2,85 Kilometer lange Strecke vom Hotel Astoria an der evangelischen Kirche in Walldorf zum Bahnhof Wiesloch-Walldorf an der Rheintalbahn. Als Betreiber fungierte bis 1945 die Städtische Straßenbahn Walldorf, danach bis zur Stilllegung die Heidelberger Straßen- und Bergbahn (HSB).

## Geschichte
Die meterspurige Straßenbahn wurde am 1. März 1902 als Pferdebahn zwischen Walldorf und der Westseite des Staatsbahnhofs eröffnet, nachdem im Vorjahr die Straßenbahn Wiesloch abgebaut wurde. Am 22. Februar 1907 wurde die Bahn elektrifiziert und über die Staatsbahn hinweg zum Bahnhofsvorplatz auf der Ostseite verlängert. Die Geschwindigkeit betrug außerorts 22 km/h, innerhalb von Walldorf 12 km/h sowie auf der Zufahrtsrampe der Bahnhofsbrücke 15 km/h.
Um 1910 kamen erstmals Pläne auf, die den Ausbau der Walldorfer Straßenbahn unter Einschluss der Straßenbahn Heidelberg–Wiesloch zu einer Ringverbindung Heidelberg – Kirchheim – Sandhausen – Walldorf – Wiesloch – Heidelberg vorsahen. Die Stadt setzte bis zur Einstellung auf die Umsetzung dieser Pläne.
Wenige Monate nach Ende des Zweiten Weltkriegs übernahm die HSB die Betriebsführung auf der Bahn. Der dazugehörige Kaufvertrag wurde am 1. November 1946 unterzeichnet. Dem nach wie vor geplanten Ausbau zur Ringverbindung stand die Elektrifizierung der Rheintalbahn entgegen, die ein Anheben der Brücke erforderlich gemacht hätte. Zudem war eine Umgehungsstraße auf Teilen der von der Straßenbahn befahrenen Straße geplant. Obwohl man bestrebt war, die Bahn auf einer eigenen Trasse neu anzulegen, stellte die HSB am 1. August 1954 den Straßenbahnbetrieb ein und ersetzte ihn durch eine Verlängerung der am 8. September 1948 eingerichteten Omnibuslinie aus Kirchheim.